# Santa Cruz (Lempira)

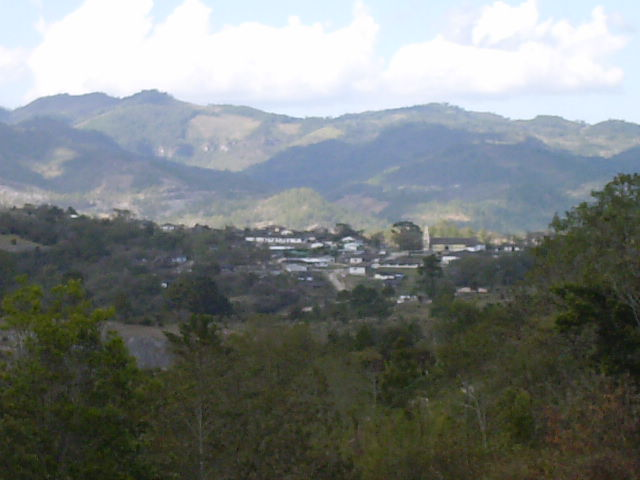
Santa Cruz,Lempira

Santa Cruz é uma cidade hondurenha do departamento de Lempira.